# Lista de cidades e vilas de Montana

Localização do estado de Montana nos Estados Unidos.

Montana é um estado localizado no oeste dos Estados Unidos. Segundo o Censo de 2010 dos Estados Unidos, Montana é o 7.º estado menos populoso com 989 417 habitantes, mas o 4.º maior por área de terra que mede 376 961,9 km² de terra. O estado de Montana é dividido em 56 condados contendo juntos 129 municípios incorporados, consistindo em cidades e vilas. Os municípios incorporados de Montana cobrem somente 1,2 % da massa de terra do estado, no entanto esta área é o lar de 53,8 % de sua população. O Código "Montana 7-1-4124" dá aos governos municipais em Montana, os poderes para promulgar decretos, emprestar dinheiro e promulgar domínio eminente entre outros poderes legais.
Em Montana, os municípios são divididos pelo estatuto do estado em quatro classes com base em sua população. Os municípios membros das três maiores classes são considerados cidades, enquanto os membros da quarta classe são chamados de vilas. Cidades e vilas são classificadas no momento de sua organização, e são reorganizadas quando elas mudam de classificação devido a um aumento ou diminuição da população. Um lugar pode incorporar-se como uma cidade com o apoio de 300 eleitores ou dois terços dos eleitores registrados. Um município com uma população entre 1000 e 5000 pessoas é uma cidade de terceira classe. Um município com uma população entre 5000 e 10 000 pessoas é uma cidade de segunda classe. E um município com uma população de mais de 10 000 pessoas é uma cidade de primeira classe. Sob certas exceções, os municípios com uma população entre 9000 e 10 000 podem se eleger, por resolução, para uma cidade de primeira ou segunda classe. Sob exceções semelhantes, os municípios com uma população entre 5000 e 7500 podem se eleger para cidades de segunda ou terceira classe. Os municípios com uma população entre 1000 e 2500 podem ser classificados como cidade ou vila de terceira classe. Lugares não constituídos em corporações, tais como locais designados pelo censo, ficam fora deste esquema e estão sujeitos à governança do condado e, portanto, não são cidades.
O maior município por população em Montana é Billings com 104 170 habitantes, e o menor município por população é Ismay com 19 residentes. O maior município por área de terra é Anaconda, uma cidade condado-consolidada, que se estende por 1907,6 km², enquanto Rexford e Flaxville são os menores com meros 0,10 km².

## Cidades e vilas incorporadas

Maiores cidades de Montana por população
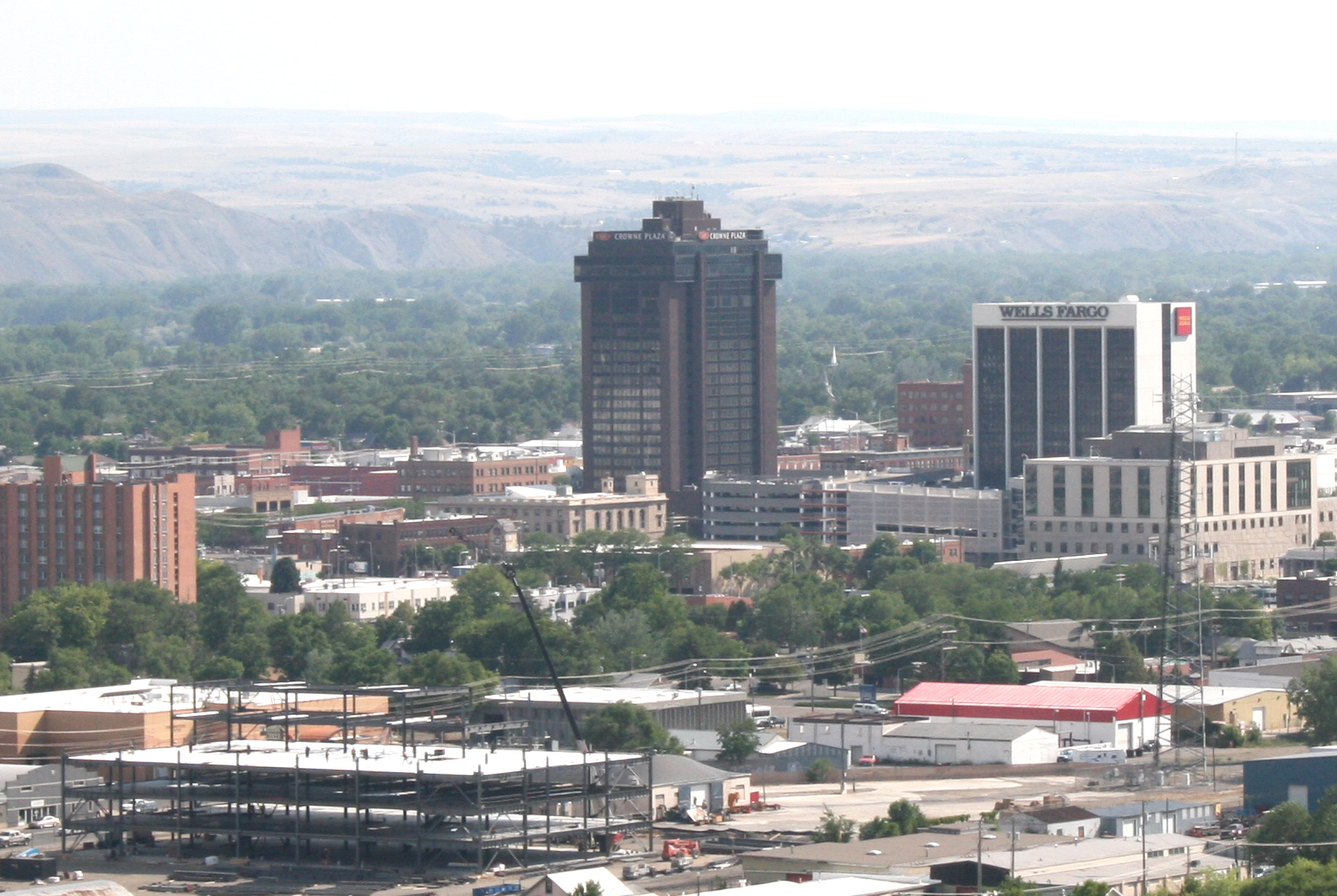
Billings, maior cidade do estado de Montana.
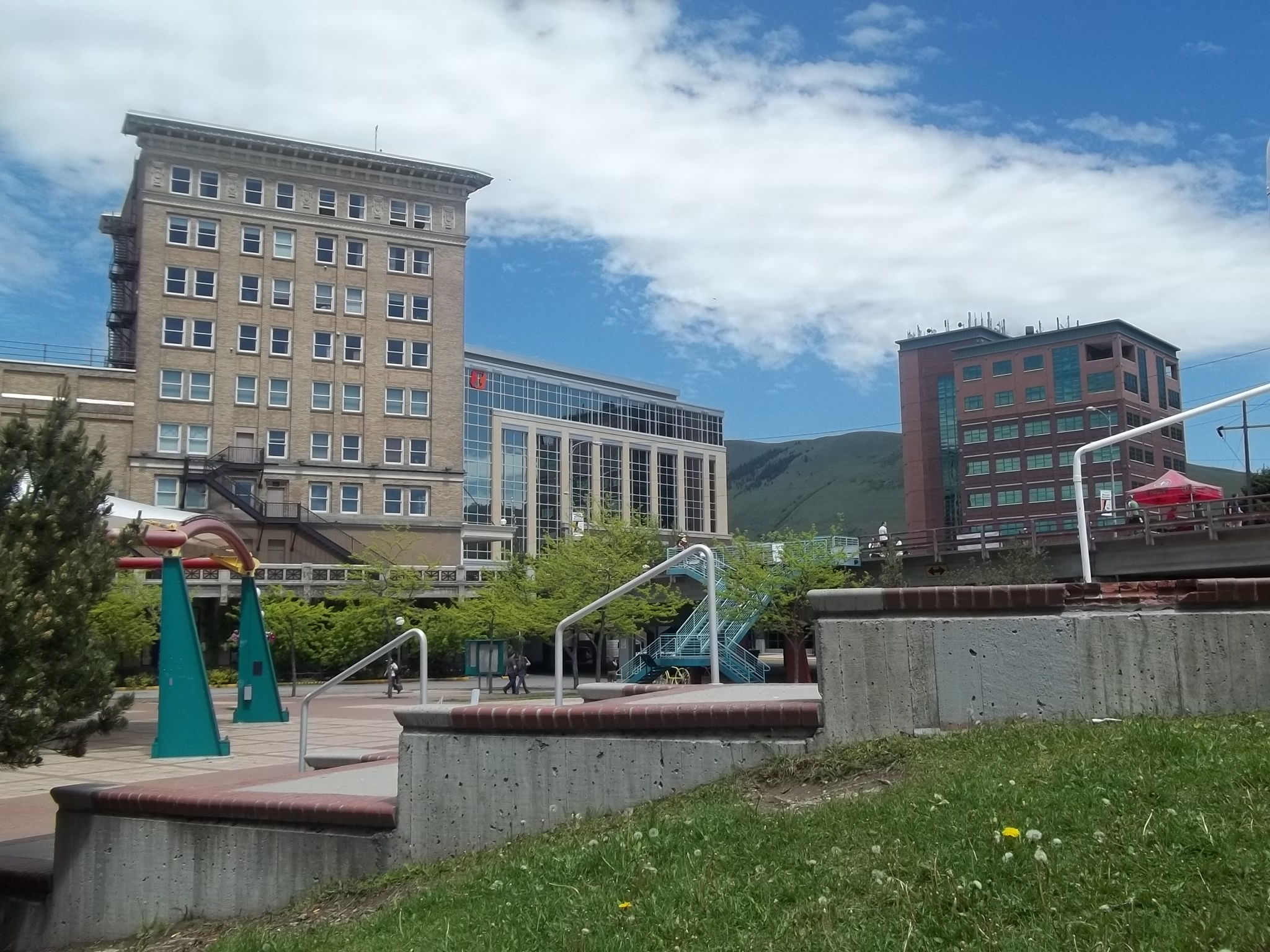
Missoula, segunda maior cidade de Montana.
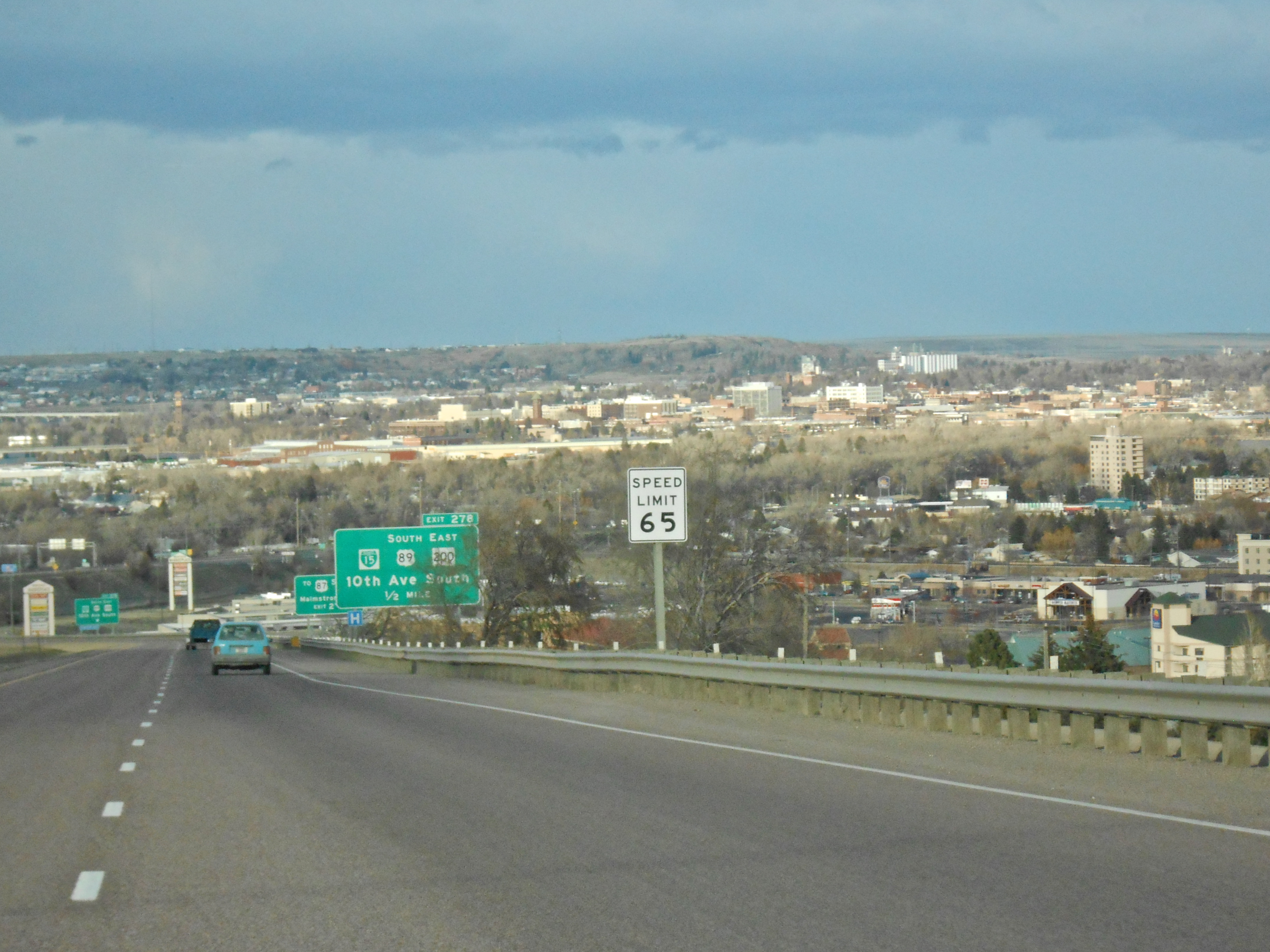
Great Falls, terceira maior cidade de Montana.
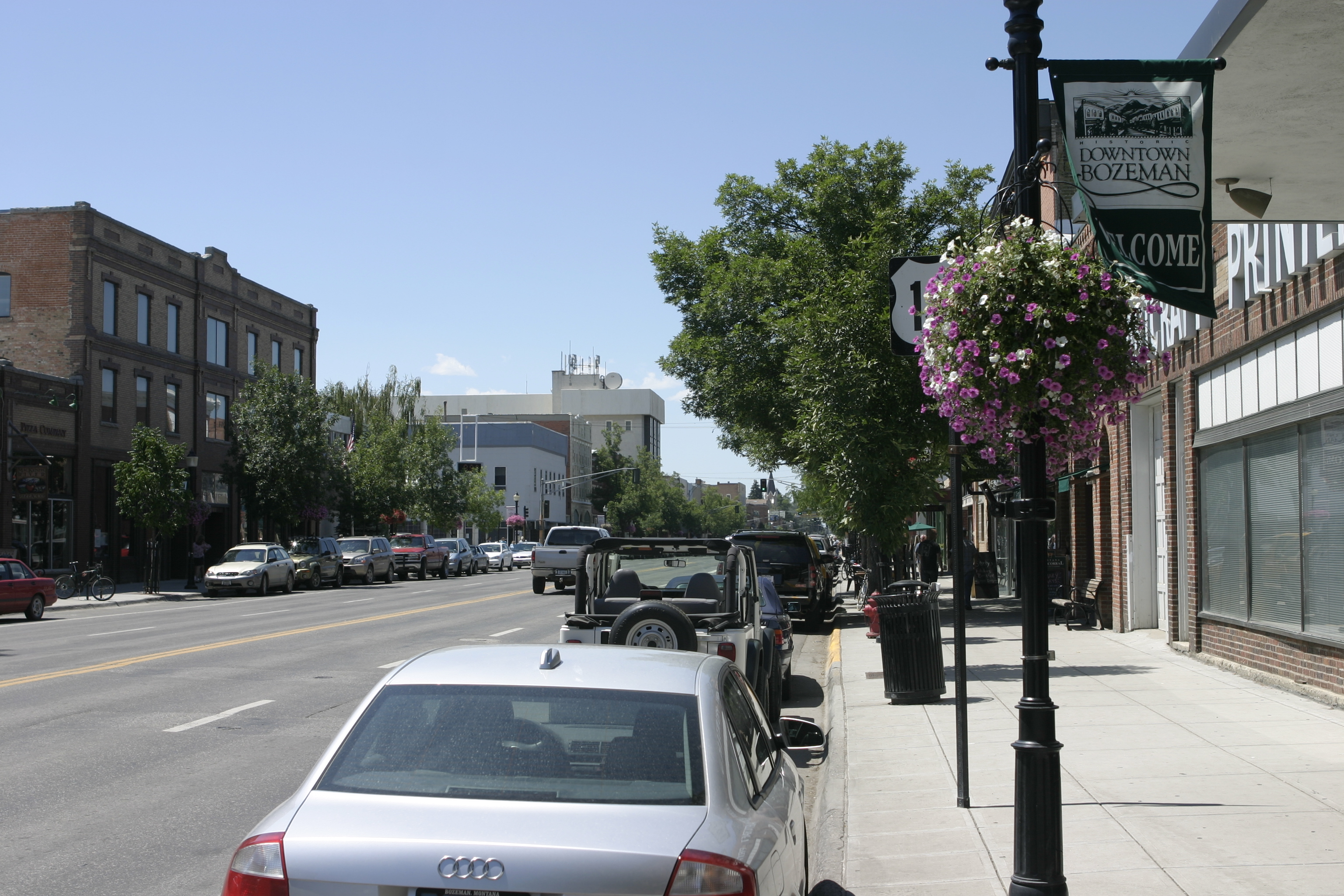
Bozeman, quarta maior cidade de Montana.
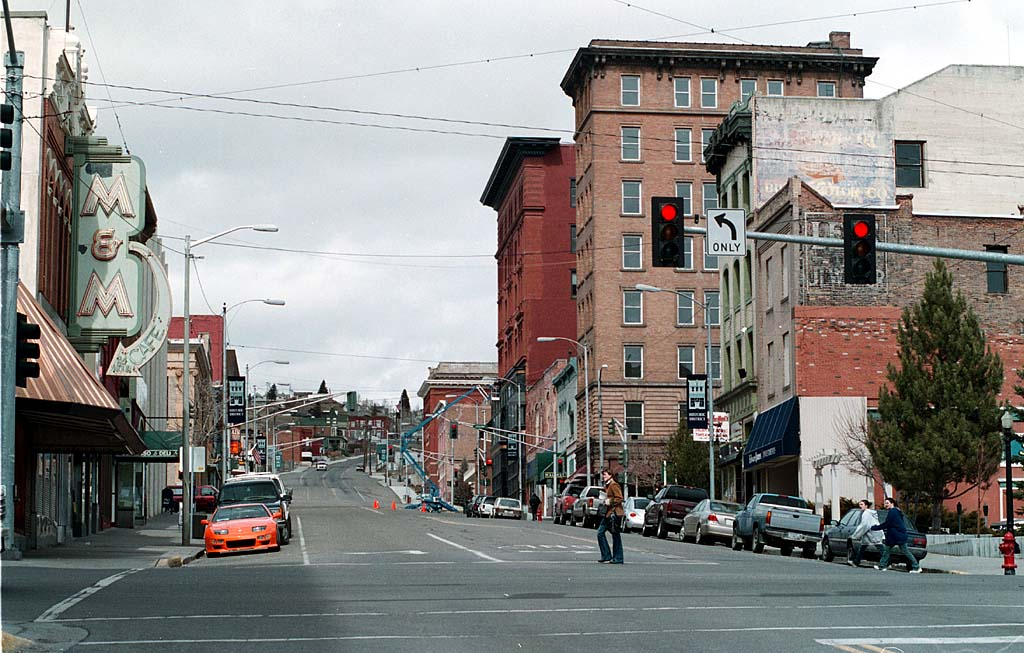
Butte, quinta maior cidade de Montana.
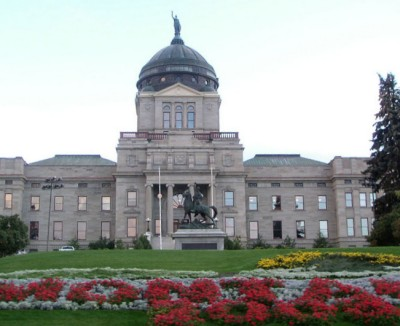
Helena, capital do estado de Montana.
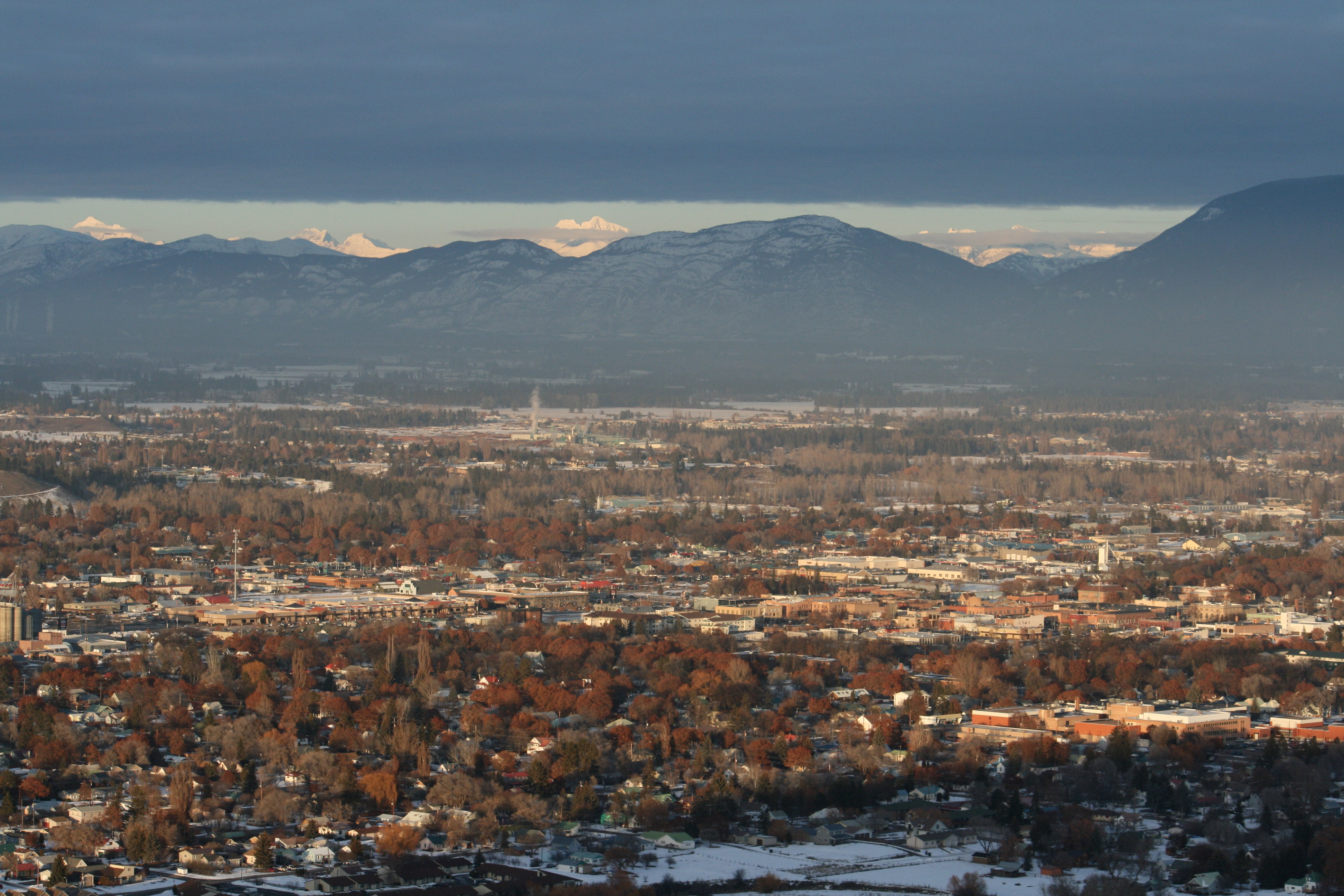
Kalispell, vista para o Parque Nacional Glacier.
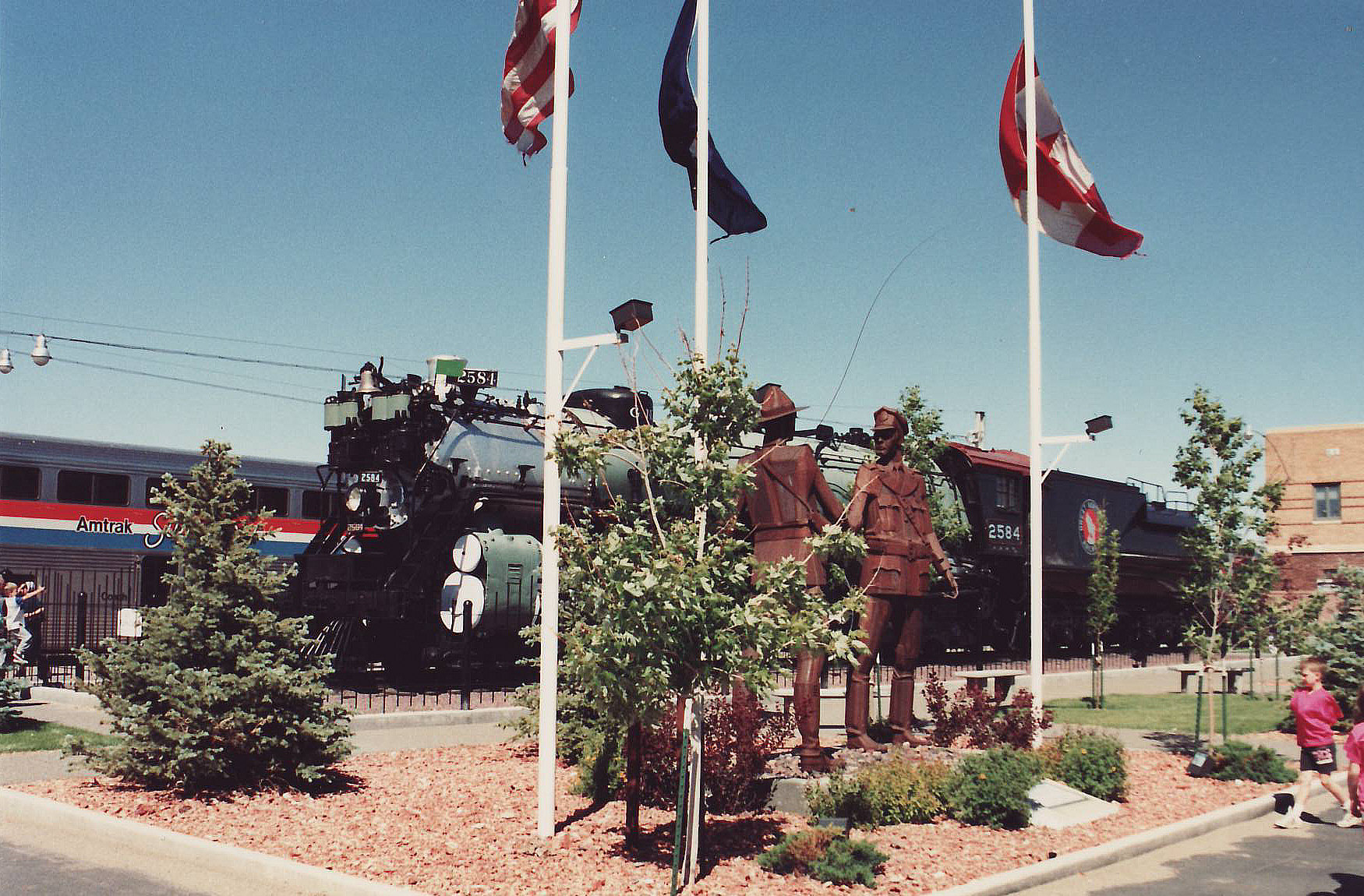
Havre, Montana.
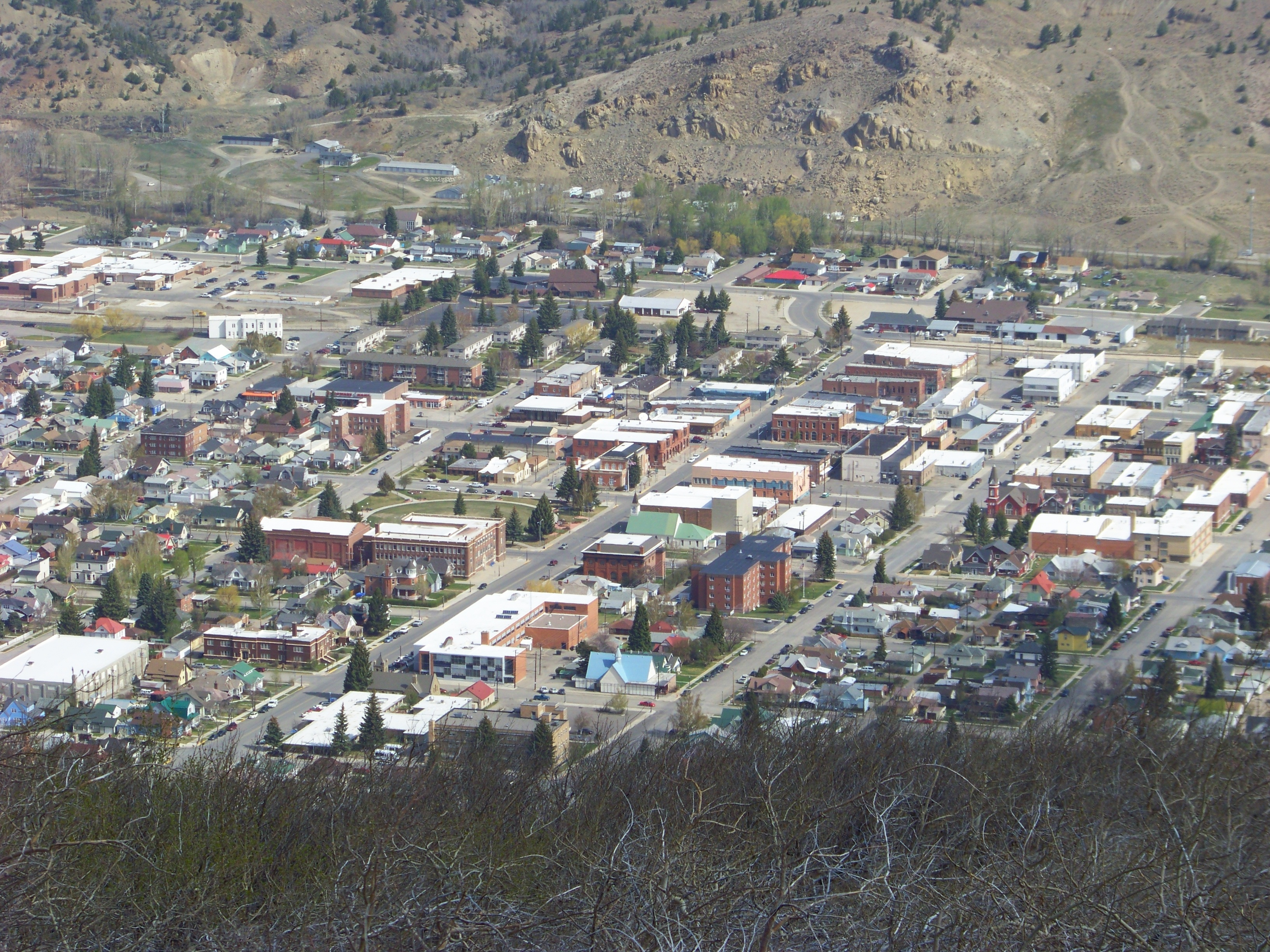
Anaconda, maior cidade de Montana por área territorial.
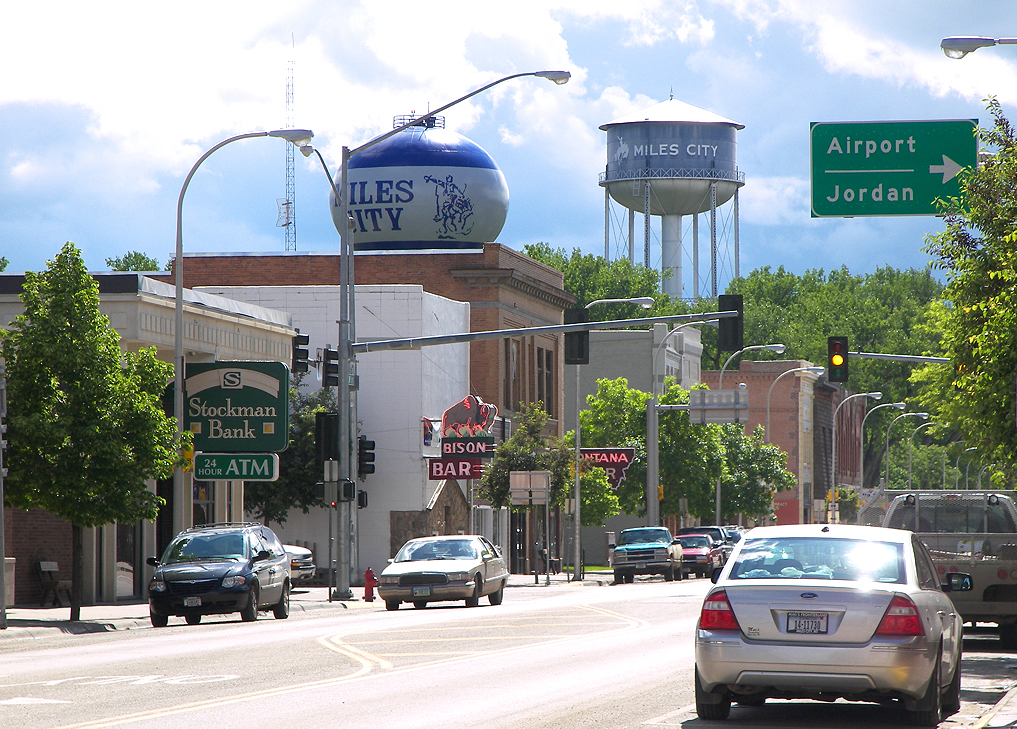
Centro de Miles City, Montana.
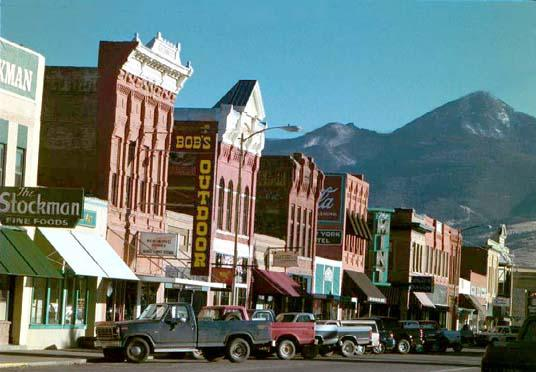
Vista do centro de Livingston, Montana.
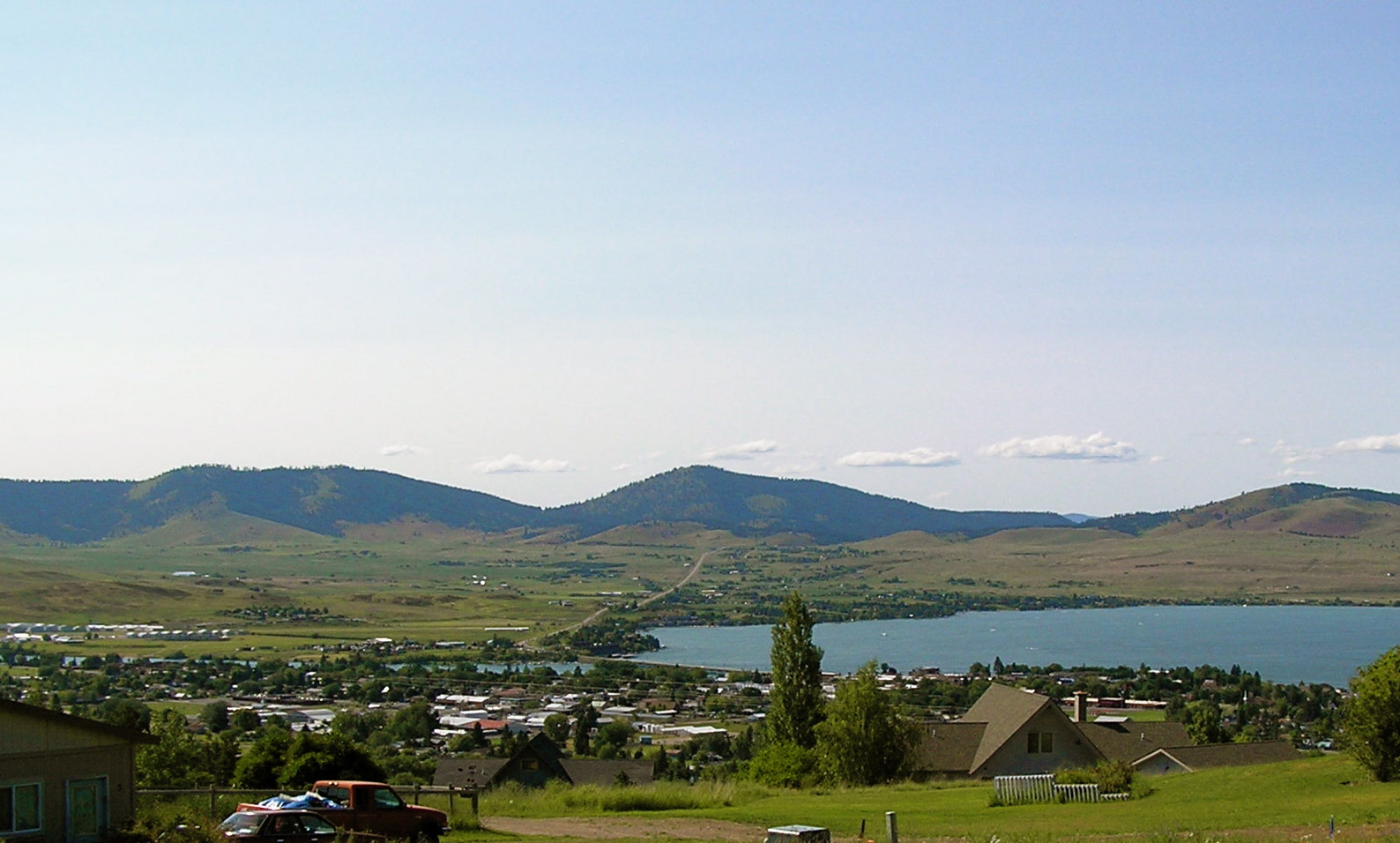
Vista de Polson, Montana
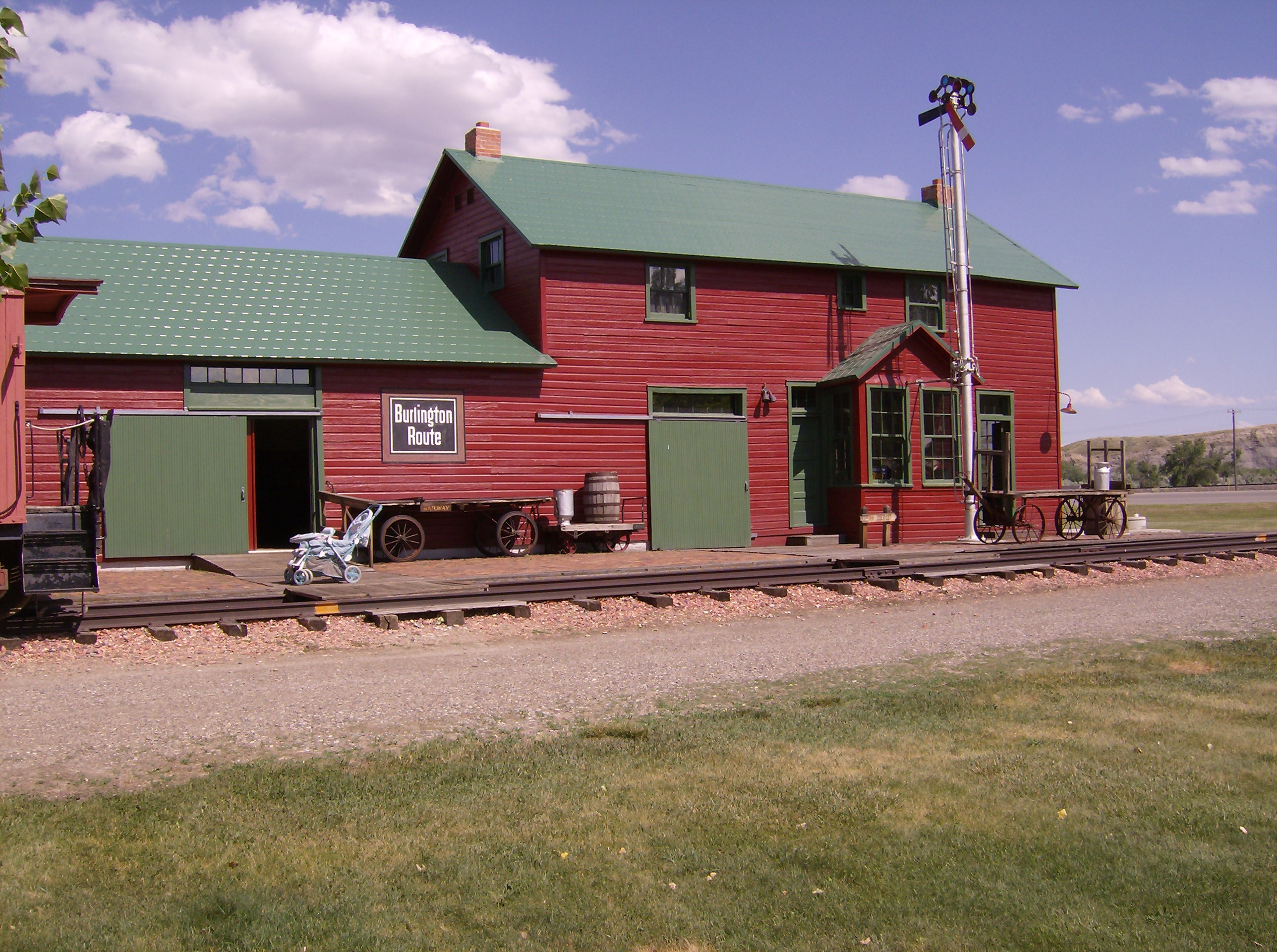
Celeiro em Hardin, Montana
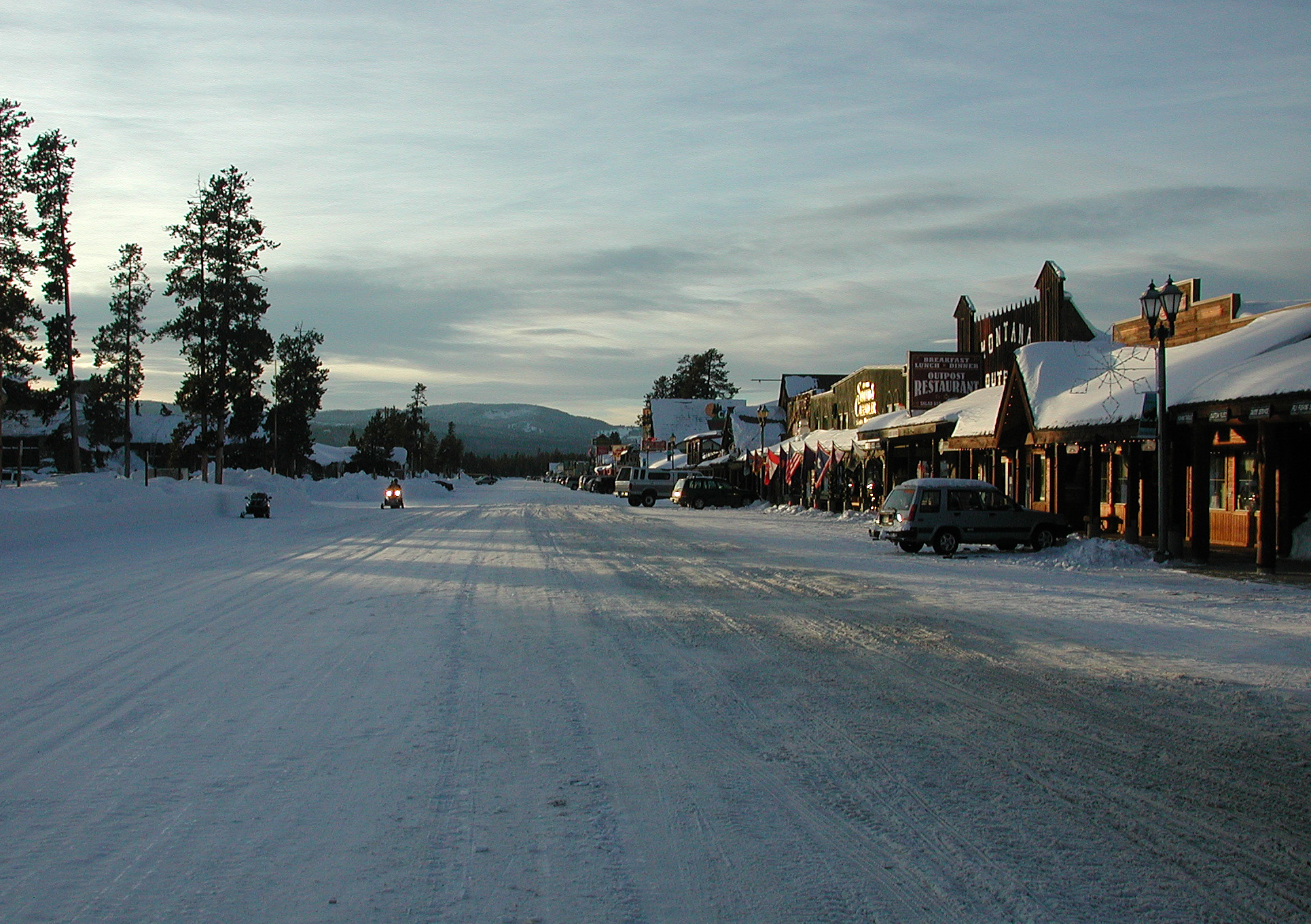
West Yellowstone no inverno, Montana.
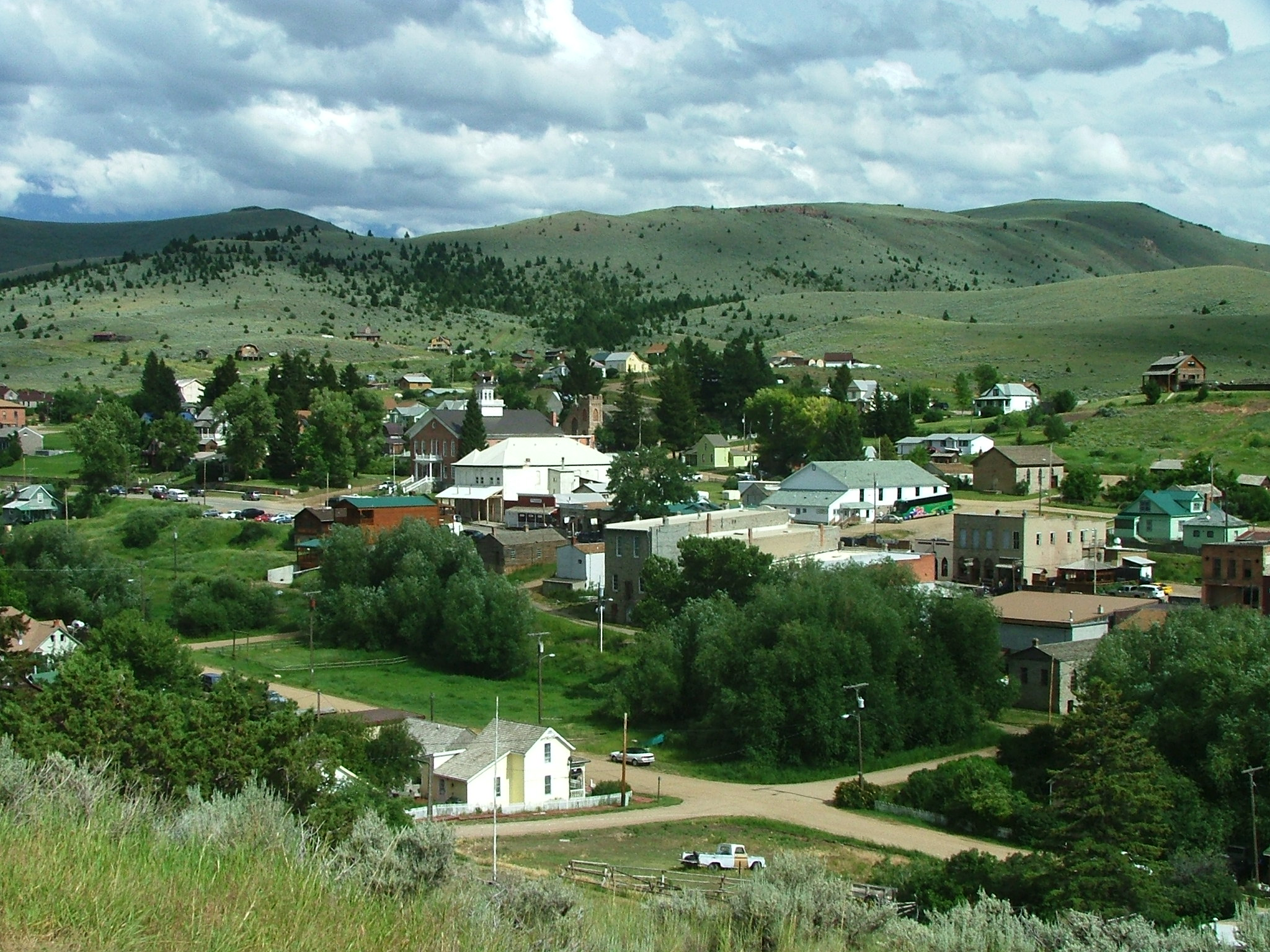
Vista de Virginia.

      Capital e Sede de condado. ‡
      Sede de condado. †
| Nome                   | Tipo                       | Condado         | População (2010) | População (2000) | Mudança | Área terrestre em km² (2010) | Densidade populacional em milha quadrada (sq mi) e km² |
| ---------------------- | -------------------------- | --------------- | ---------------- | ---------------- | ------- | ---------------------------- | ------------------------------------------------------ |
| Alberton               | Vila                       | Mineral         | 420              | 374              | +12,3 % | 1,5                          | 736,8/sq mi (284,5/km²)                                |
| Anaconda†              | Cidade-condado consolidada | Deer Lodge      | 9298             | 9417             | −1,3 %  | 1907,6                       | 12,6/sq mi (4,9/km²)                                   |
| Bainville              | Vila                       | Roosevelt       | 208              | 153              | +35,9 % | 2,6                          | 203,9/sq mi (78,7/km²)                                 |
| Baker†                 | Cidade                     | Fallon          | 1741             | 1695             | +2,7 %  | 2,5                          | 1794,8/sq mi (693,0/km²)                               |
| Bearcreek              | Vila                       | Carbon          | 79               | 83               | −4,8 %  | 0,31                         | 658,3/sq mi (254,2/km²)                                |
| Belgrade               | Cidade                     | Gallatin        | 7389             | 5728             | +29,0 % | 8,4                          | 2273,5/sq mi (877,8/km²)                               |
| Belt                   | Vila                       | Cascade         | 597              | 633              | −5,7 %  | 0,91                         | 1705,7/sq mi (658,6/km²)                               |
| Big Sandy              | Vila                       | Chouteau        | 598              | 703              | −14,9 % | 1,1                          | 1359,1/sq mi (524,7/km²)                               |
| Big Timber†            | Cidade                     | Sweet Grass     | 1641             | 1650             | −0,5 %  | 2,4                          | 1783,7/sq mi (688,7/km²)                               |
| Billings†              | Cidade                     | Yellowstone     | 104 170          | 89 847           | +15,9 % | 112,4                        | 2399,7/sq mi (926,5/km²)                               |
| Boulder†               | Vila                       | Jefferson       | 1183             | 1300             | −9,0 %  | 2,9                          | 1046,9/sq mi (404,2/km²)                               |
| Bozeman†               | Cidade                     | Gallatin        | 37 280           | 27 509           | +35,5 % | 49,5                         | 1949,8/sq mi (752,8/km²)                               |
| Bridger                | Vila                       | Carbon          | 708              | 745              | −5,0 %  | 2,1                          | 885,0/sq mi (341,7/km²)                                |
| Broadus†               | Vila                       | Powder River    | 468              | 451              | +3,8 %  | 0,88                         | 1376,5/sq mi (531,5/km²)                               |
| Broadview              | Vila                       | Yellowstone     | 192              | 150              | +28,0 % | 0,67                         | 738,5/sq mi (285,1/km²)                                |
| Brockton               | Vila                       | Roosevelt       | 255              | 245              | +4,1 %  | 0,60                         | 1108,7/sq mi (428,1/km²)                               |
| Browning               | Vila                       | Glacier         | 1016             | 1065             | −4,6 %  | 0,70                         | 3763,0/sq mi (1452,9/km²)                              |
| Butte†                 | Cidade-condado consolidada | Silver Bow      | 33 525           | 33 892           | −1,1 %  | 1855,1                       | 46,8/sq mi (18,1/km²)                                  |
| Cascade                | Vila                       | Cascade         | 685              | 819              | −16,4 % | 1,3                          | 1317,3/sq mi (508,6/km²)                               |
| Chester†               | Vila                       | Liberty         | 847              | 871              | −2,8 %  | 1,2                          | 1764,6/sq mi (681,3/km²)                               |
| Chinook†               | Cidade                     | Blaine          | 1203             | 1386             | −13,2 % | 1,3                          | 2358,8/sq mi (910,7/km²)                               |
| Choteau†               | Cidade                     | Teton           | 1684             | 1781             | −5,4 %  | 4,7                          | 920,2/sq mi (355,3/km²)                                |
| Circle†                | Vila                       | McCone          | 615              | 644              | −4,5 %  | 2,0                          | 788,5/sq mi (304,4/km²)                                |
| Clyde Park             | Vila                       | Park            | 288              | 310              | −7,1 %  | 0,83                         | 900,0/sq mi (347,5/km²)                                |
| Colstrip               | Cidade                     | Rosebud         | 2214             | 2346             | −5,6 %  | 11,6                         | 495,3/sq mi (191,2/km²)                                |
| Columbia Falls         | Cidade                     | Flathead        | 4688             | 3645             | +28,6 % | 5,3                          | 2286,8/sq mi (882,9/km²)                               |
| Columbus†              | Vila                       | Stillwater      | 1893             | 1748             | +8,3 %  | 3,4                          | 1434,1/sq mi (553,7/km²)                               |
| Conrad†                | Cidade                     | Pondera         | 2570             | 2753             | −6,6 %  | 3,2                          | 2056,0/sq mi (793,8/km²)                               |
| Culbertson             | Vila                       | Roosevelt       | 714              | 716              | −0,3 %  | 1,6                          | 1190,0/sq mi (459,5/km²)                               |
| Cut Bank†              | Cidade                     | Glacier         | 2869             | 3105             | −7,6 %  | 2,6                          | 2898,0/sq mi (1118,9/km²)                              |
| Darby                  | Vila                       | Ravalli         | 720              | 710              | +1,4 %  | 1,5                          | 1241,4/sq mi (479,3/km²)                               |
| Deer Lodge†            | Cidade                     | Powell          | 3111             | 3421             | −9,1 %  | 3,7                          | 2160,4/sq mi (834,1/km²)                               |
| Denton                 | Vila                       | Fergus          | 255              | 301              | −15,3 % | 2,0                          | 335,5/sq mi (129,5/km²)                                |
| Dillon†                | Cidade                     | Beaverhead      | 4134             | 3752             | +10,2 % | 4,6                          | 2348,9/sq mi (906,9/km²)                               |
| Dodson                 | Vila                       | Phillips        | 124              | 122              | +1,6 %  | 0,49                         | 652,6/sq mi (252,0/km²)                                |
| Drummond               | Vila                       | Granite         | 309              | 318              | −2,8 %  | 1,4                          | 583,0/sq mi (225,1/km²)                                |
| Dutton                 | Vila                       | Teton           | 316              | 389              | −18,8 % | 0,80                         | 1019,4/sq mi (393,6/km²)                               |
| East Helena            | Cidade                     | Lewis and Clark | 1984             | 1642             | +20,8 % | 4,5                          | 1146,8/sq mi (442,8/km²)                               |
| Ekalaka†               | Vila                       | Carter          | 332              | 410              | −19,0 % | 2,7                          | 319,2/sq mi (123,3/km²)                                |
| Ennis                  | Vila                       | Madison         | 838              | 840              | −0,2 %  | 2,0                          | 1088,3/sq mi (420,2/km²)                               |
| Eureka                 | Vila                       | Lincoln         | 1037             | 1017             | +2,0 %  | 2,6                          | 1026,7/sq mi (396,4/km²)                               |
| Fairfield              | Vila                       | Teton           | 708              | 659              | +7,4 %  | 0,80                         | 2283,9/sq mi (881,8/km²)                               |
| Fairview               | Vila                       | Richland        | 840              | 709              | +18,5 % | 2,5                          | 866,0/sq mi (334,4/km²)                                |
| Flaxville              | Vila                       | Daniels         | 71               | 87               | −18,4 % | 0,26                         | 710,0/sq mi (274,1/km²)                                |
| Forsyth†               | Cidade                     | Rosebud         | 1777             | 1944             | −8,6 %  | 2,6                          | 1794,9/sq mi (693,0/km²)                               |
| Fort Benton†           | Cidade                     | Chouteau        | 1464             | 1594             | −8,2 %  | 5,4                          | 707,2/sq mi (273,1/km²)                                |
| Fort Peck              | Vila                       | Valley          | 233              | 240              | −2,9 %  | 2,2                          | 270,9/sq mi (104,6/km²)                                |
| Froid                  | Vila                       | Roosevelt       | 185              | 195              | −5,1 %  | 0,73                         | 660,7/sq mi (255,1/km²)                                |
| Fromberg               | Vila                       | Carbon          | 438              | 486              | −9,9 %  | 1,2                          | 912,5/sq mi (352,3/km²)                                |
| Geraldine              | Vila                       | Chouteau        | 261              | 284              | −8,1 %  | 1,3                          | 501,9/sq mi (193,8/km²)                                |
| Glasgow†               | Cidade                     | Valley          | 3250             | 3253             | −0,1 %  | 3,7                          | 2272,7/sq mi (877,5/km²)                               |
| Glendive†              | Cidade                     | Dawson          | 4935             | 4729             | +4,4 %  | 8,6                          | 1486,4/sq mi (573,9/km²)                               |
| Grass Range            | Vila                       | Fergus          | 110              | 149              | −26,2 % | 0,39                         | 733,3/sq mi (283,1/km²)                                |
| Great Falls†           | Cidade                     | Cascade         | 58 505           | 56 690           | +3,2 %  | 56,4                         | 2684,9/sq mi (1036,7/km²)                              |
| Hamilton†              | Cidade                     | Ravalli         | 4348             | 3705             | +17,4 % | 6,6                          | 1718,6/sq mi (663,5/km²)                               |
| Hardin†                | Cidade                     | Big Horn        | 3505             | 3384             | +3,6 %  | 6,7                          | 1363,8/sq mi (526,6/km²)                               |
| Harlem                 | Cidade                     | Blaine          | 808              | 848              | −4,7 %  | 1,1                          | 1879,1/sq mi (725,5/km²)                               |
| Harlowton†             | Cidade                     | Wheatland       | 997              | 1062             | −6,1 %  | 1,5                          | 1719,0/sq mi (663,7/km²)                               |
| Havre†                 | Cidade                     | Hill            | 9310             | 9621             | −3,2 %  | 8,5                          | 2838,4/sq mi (1095,9/km²)                              |
| Helena‡                | Cidade                     | Lewis and Clark | 28 190           | 25 780           | +9,3 %  | 42,3                         | 1724,2/sq mi (665,7/km²)                               |
| Hingham                | Vila                       | Hill            | 118              | 157              | −24,8 % | 0,44                         | 694,1/sq mi (268,0/km²)                                |
| Hobson                 | Cidade                     | Judith Basin    | 215              | 244              | −11,9 % | 0,62                         | 895,8/sq mi (345,9/km²)                                |
| Hot Springs            | Vila                       | Sanders         | 544              | 531              | +2,4 %  | 0,98                         | 1431,6/sq mi (552,7/km²)                               |
| Hysham†                | Vila                       | Treasure        | 312              | 330              | −5,5 %  | 0,54                         | 1485,7/sq mi (573,6/km²)                               |
| Ismay                  | Vila                       | Custer          | 19               | 26               | −26,9 % | 1,1                          | 45,2/sq mi (17,5/km²)                                  |
| Joliet                 | Vila                       | Carbon          | 595              | 575              | +3,5 %  | 0,78                         | 1983,3/sq mi (765,8/km²)                               |
| Jordan†                | Vila                       | Garfield        | 343              | 364              | −5,8 %  | 0,88                         | 1008,8/sq mi (389,5/km²)                               |
| Judith Gap             | Cidade                     | Wheatland       | 126              | 164              | −23,2 % | 0,98                         | 331,6/sq mi (128,0/km²)                                |
| Kalispell†             | Cidade                     | Flathead        | 19 927           | 14 223           | +40,1 % | 30,1                         | 1711,9/sq mi (661,0/km²)                               |
| Kevin                  | Vila                       | Toole           | 154              | 178              | −13,5 % | 0,88                         | 452,9/sq mi (174,9/km²)                                |
| Laurel                 | Cidade                     | Yellowstone     | 6718             | 6255             | +7,4 %  | 5,5                          | 3139,3/sq mi (1212,1/km²)                              |
| Lavina                 | Vila                       | Golden Valley   | 187              | 209              | −10,5 % | 2,6                          | 187,0/sq mi (72,2/km²)                                 |
| Lewistown†             | Cidade                     | Fergus          | 5901             | 5813             | +1,5 %  | 13,8                         | 1109,2/sq mi (428,3/km²)                               |
| Libby†                 | Cidade                     | Lincoln         | 2628             | 2626             | +0,1 %  | 4,9                          | 1375,9/sq mi (531,2/km²)                               |
| Lima                   | Vila                       | Beaverhead      | 221              | 242              | −8,7 %  | 1,4                          | 417,0/sq mi (161,0/km²)                                |
| Livingston†            | Cidade                     | Park            | 7044             | 6851             | +2,8 %  | 15,6                         | 1170,1/sq mi (451,8/km²)                               |
| Lodge Grass            | Vila                       | Big Horn        | 428              | 510              | −16,1 % | 0,62                         | 1783,3/sq mi (688,5/km²)                               |
| Malta†                 | Cidade                     | Phillips        | 1997             | 2120             | −5,8 %  | 2,7                          | 1884,0/sq mi (727,4/km²)                               |
| Manhattan              | Vila                       | Gallatin        | 1520             | 1396             | +8,9 %  | 5,0                          | 787,6/sq mi (304,1/km²)                                |
| Medicine Lake          | Vila                       | Sheridan        | 225              | 269              | −16,4 % | 1,0                          | 562,5/sq mi (217,2/km²)                                |
| Melstone               | Vila                       | Musselshell     | 96               | 136              | −29,4 % | 1,8                          | 139,1/sq mi (53,7/km²)                                 |
| Miles City†            | Cidade                     | Custer          | 8410             | 8487             | −0,9 %  | 8,7                          | 2518,0/sq mi (972,2/km²)                               |
| Missoula†              | Cidade                     | Missoula        | 66 788           | 57 053           | +17,1 % | 71,3                         | 2427,8/sq mi (937,4/km²)                               |
| Moore                  | Vila                       | Fergus          | 193              | 186              | +3,8 %  | 0,62                         | 804,2/sq mi (310,5/km²)                                |
| Nashua                 | Vila                       | Valley          | 290              | 325              | −10,8 % | 1,7                          | 439,4/sq mi (169,7/km²)                                |
| Neihart                | Vila                       | Cascade         | 51               | 91               | −44,0 % | 5,2                          | 25,6/sq mi (9,9/km²)                                   |
| Opheim                 | Vila                       | Valley          | 85               | 111              | −23,4 % | 0,54                         | 404,8/sq mi (156,3/km²)                                |
| Outlook                | Vila                       | Sheridan        | 47               | 82               | −42,7 % | 3,4                          | 36,2/sq mi (14,0/km²)                                  |
| Philipsburg†           | Vila                       | Granite         | 820              | 914              | −10,3 % | 2,1                          | 1025,0/sq mi (395,8/km²)                               |
| Pinesdale              | Vila                       | Ravalli         | 917              | 742              | +23,6 % | 3,3                          | 710,9/sq mi (274,5/km²)                                |
| Plains                 | Vila                       | Sanders         | 1048             | 1126             | −6,9 %  | 1,5                          | 1776,3/sq mi (685,8/km²)                               |
| Plentywood†            | Cidade                     | Sheridan        | 1734             | 2061             | −15,9 % | 3,0                          | 1482,1/sq mi (572,2/km²)                               |
| Plevna                 | Vila                       | Fallon          | 162              | 138              | +17,4 % | 1,5                          | 274,6/sq mi (106,0/km²)                                |
| Polson†                | Cidade                     | Lake            | 4488             | 4041             | +11,1 % | 10,7                         | 1084,1/sq mi (418,6/km²)                               |
| Poplar                 | Cidade                     | Roosevelt       | 810              | 911              | −11,1 % | 0,73                         | 2892,9/sq mi (1116,9/km²)                              |
| Red Lodge†             | Cidade                     | Carbon          | 2125             | 2177             | −2,4 %  | 7,3                          | 758,9/sq mi (293,0/km²)                                |
| Rexford                | Vila                       | Lincoln         | 105              | 151              | −30,5 % | 0,26                         | 1050,0/sq mi (405,4/km²)                               |
| Richey                 | Vila                       | Dawson          | 177              | 189              | −6,3 %  | 0,62                         | 737,5/sq mi (284,8/km²)                                |
| Ronan                  | Cidade                     | Lake            | 1871             | 1812             | +3,3 %  | 3,1                          | 1572,3/sq mi (607,1/km²)                               |
| Roundup†               | Cidade                     | Musselshell     | 1788             | 1931             | −7,4 %  | 3,5                          | 1334,3/sq mi (515,2/km²)                               |
| Ryegate†               | Vila                       | Golden Valley   | 245              | 268              | −8,6 %  | 1,8                          | 355,1/sq mi (137,1/km²)                                |
| Saco                   | Vila                       | Phillips        | 197              | 224              | −12,1 % | 0,85                         | 597,0/sq mi (230,5/km²)                                |
| Scobey†                | Cidade                     | Daniels         | 1017             | 1082             | −6,0 %  | 2,0                          | 1338,2/sq mi (516,7/km²)                               |
| Shelby†                | Cidade                     | Toole           | 3376             | 3216             | +5,0 %  | 15,6                         | 559,9/sq mi (216,2/km²)                                |
| Sheridan               | Vila                       | Madison         | 642              | 659              | −2,6 %  | 2,6                          | 629,4/sq mi (243,0/km²)                                |
| Sidney†                | Cidade                     | Richland        | 5191             | 4774             | +8,7 %  | 6,9                          | 1951,5/sq mi (753,5/km²)                               |
| St, Ignatius           | Vila                       | Lake            | 842              | 788              | +6,9 %  | 1,5                          | 1503,6/sq mi (580,5/km²)                               |
| Stanford†              | Vila                       | Judith Basin    | 401              | 454              | −11,7 % | 1,1                          | 911,4/sq mi (351,9/km²)                                |
| Stevensville           | Vila                       | Ravalli         | 1809             | 1553             | +16,5 % | 2,5                          | 1845,9/sq mi (712,7/km²)                               |
| Sunburst               | Vila                       | Toole           | 375              | 415              | −9,6 %  | 0,62                         | 1562,5/sq mi (603,3/km²)                               |
| Superior†              | Vila                       | Mineral         | 812              | 893              | −9,1 %  | 2,7                          | 780,8/sq mi (301,5/km²)                                |
| Terry†                 | Vila                       | Prairie         | 605              | 611              | −1,0 %  | 1,8                          | 852,1/sq mi (329,0/km²)                                |
| Thompson Falls†        | Cidade                     | Sanders         | 1313             | 1321             | −0,6 %  | 4,5                          | 759,0/sq mi (293,0/km²)                                |
| Three Forks            | Cidade                     | Gallatin        | 1869             | 1728             | +8,2 %  | 3,7                          | 1297,9/sq mi (501,1/km²)                               |
| Townsend†              | Cidade                     | Broadwater      | 1878             | 1867             | +0,6 %  | 4,1                          | 1188,6/sq mi (458,9/km²)                               |
| Troy                   | Cidade                     | Lincoln         | 938              | 957              | −2,0 %  | 2,0                          | 1234,2/sq mi (476,5/km²)                               |
| Twin Bridges           | Vila                       | Madison         | 375              | 400              | −6,2 %  | 2,5                          | 390,6/sq mi (150,8/km²)                                |
| Valier                 | Vila                       | Pondera         | 509              | 498              | +2,2 %  | 2,4                          | 553,3/sq mi (213,6/km²)                                |
| Virginia City†         | Vila                       | Madison         | 190              | 130              | +46,2 % | 2,5                          | 200,0/sq mi (77,2/km²)                                 |
| Walkerville            | Vila                       | Silver Bow      | 675              | 714              | −5,5 %  | 5,8                          | 302,7/sq mi (116,9/km²)                                |
| West Yellowstone       | Vila                       | Gallatin        | 1271             | 1177             | +8,0 %  | 2,1                          | 1588,8/sq mi (613,4/km²)                               |
| Westby                 | Vila                       | Sheridan        | 168              | 172              | −2,3 %  | 1,4                          | 311,1/sq mi (120,1/km²)                                |
| White Sulphur Springs† | Cidade                     | Meagher         | 939              | 984              | −4,6 %  | 2,6                          | 929,7/sq mi (359,0/km²)                                |
| Whitefish              | Cidade                     | Flathead        | 6357             | 5032             | +26,3 % | 16,7                         | 988,6/sq mi (381,7/km²)                                |
| Whitehall              | Vila                       | Jefferson       | 1038             | 1044             | −0,6 %  | 1,7                          | 1549,3/sq mi (598,2/km²)                               |
| Wibaux†                | Vila                       | Wibaux          | 589              | 567              | +3,9 %  | 2,8                          | 545,4/sq mi (210,6/km²)                                |
| Winifred               | Vila                       | Fergus          | 208              | 156              | +33,3 % | 1,3                          | 416,0/sq mi (160,6/km²)                                |
| Winnett†               | Vila                       | Petroleum       | 182              | 185              | −1,6 %  | 2,5                          | 185,7/sq mi (71,7/km²)                                 |
| Wolf Point†            | Cidade                     | Roosevelt       | 2621             | 2663             | −1,6 %  | 2,3                          | 3012,6/sq mi (1163,2/km²)                              |
| Total de vilas         | —                          | —               | 37 333           | 37 812           | −1,3 %  | 126,9                        | 761,7/sq mi (294,1/km²)                                |
| Total de cidades       | —                          | —               | 494 659          | 446 572          | +10,8 % | 4365,6                       | 293,5/sq mi (113,3/km²)                                |
| Total                  | —                          | —               | 531 992          | 484 384          | +9,8 %  | 4492,5                       | 306,7/sq mi (118,4/km²)                                |